# Films situationnistes
Les films situationnistes invitent le spectateur à porter son attention sur les mécanismes du spectacle plutôt que sur le spectacle lui-même. Les effets de décalages produits par l'utilisation de la technique du détournement (par exemple, les plans d'un ou plusieurs films traditionnels sont repris tels quels, mais le montage ou les dialogues sont modifiés) aident le spectateur à adopter une posture critique.

## Quelques films
- La Société du spectacle (1973) de Guy Debord, d'après son livre éponyme.

- La Dialectique peut-elle casser des briques ? (1973) de René Viénet, avec la voix de Patrick Dewaere : un film de karaté chinois (Tang shou tai quan dao, 1972, de Doo Kwang Gee), dont la doublure française, sans rapport avec le récit d'origine, présente notamment l'affrontement entre les prolétaires et les bureaucrates, la fonction des détournements, les enjeux des luttes entre diverses mouvements d'extrême-gauche.

- Les Filles de Kamare (1974), de René Viénet réalisé à partir du détournement de deux films érotiques japonais du genre roman porno : やさぐれ姐御伝　総括リンチ (Yasagure anego den, 1973) de Teruo Ishii et 恐怖女子高校　暴行リンチ教室 (Kyōfu joshikōkō: bōkō rinchi kyōshitsu, Terrifying Girls' High School: Lynch Law Classroom, 1973) de Norifumi Suzuki. Cette fois la bande son japonaise originale est conservée, le détournement consistant dans le montage et le sous-titrage (qui expose, sur un ton très dogmatique, les thèses situationistes de Viénet). Slogan : Enfin du cul subversif sans alibi artistique.

- Les détournements de Michel Hazanavicius comme La Classe américaine (1993), Derrick contre Superman (1992) ou encore Ça détourne (1992) font amplement référence à Guy Debord et aux théories situationnistes.

- Camping Cosmos (1996), de Jan Bucquoy, avec des références à Raoul Vaneigem, L'art est mort, vive l'art!, Le cinéma est un anus artificiel, etc.

- Les détournements de Nicolas & Bruno avec Amour, gloire et débats d'idées en 1997/98, une série de sketches diffusés dans le Vrai Journal sur Canal+, où ils détournent une télénovelas vénézuélienne dont les personnages se déchirent sur des sujets d'actualité française. Ou encore Message à caractère informatif en 1998/99/2000, une série de 318 sketches devenus « culte » où les deux auteurs-réalisateurs doublent des employés de bureau des années 1970 à partir de véritables films institutionnels de l'époque.

- Et la guerre est à peine commencée, film anonyme réalisé à New York en 2001, proche des thèmes développés dans la revue Tiqqun.

- Les Vacances de Noël (2005), de Jan Bucquoy, avec Noël Godin et Édouard Baer, contre la société du spectacle symbolisée ici par le Festival de Cannes.

- De la servitude moderne, (2009), de Jean-François Brient et Victor León Fuentes, constitué entièrement d'images de films détournés.